# Lista de localidades da província de Dahuk
Esta é uma lista das localidades que fazem parte da província de Dahuk, no Iraque, separadas por distritos 

## Amedi (distrito)
- Amedi
- Sarsink
- Barwari Bala
- Nerwa Rekan

## Dohuk (distrito)
- Dohuk
- Zawita
- Duski

## Semel (distrito)
- Simel
- Batel
- Fayda

## Zakho (distrito)
- Shirnakhi
- Rekani
- Sindi
- Rizgari
- Guli

## Bardarash (distrito)
- Bardarash